# Treigny-Perreuse-Sainte-Colombe
Treigny-Perreuse-Sainte-Colombe is een fusiegemeente (commune nouvelle) in het Franse departement Yonne (regio Bourgogne-Franche-Comté). De gemeente maakt deel uit van het arrondissement Auxerre. Treigny-Perreuse-Sainte-Colombe is op 1 januari 2019 ontstaan door de fusie van de gemeenten Sainte-Colombe-sur-Loing en Treigny. 

## Demografie
Onderstaande figuur toont het verloop van het inwonertal (bron: INSEE-tellingen).
Treigny-Perreuse-Sainte-Colombe telde in 2017 994 inwoners.